# Schizophrenia (альбом Sepultura)
Schizophrenia (укр. Шизофренія) — другий студійний альбом бразильського рок-гурту Sepultura, що вийшов 1987 року.

## Про альбом
1987 року бразильский рок-гурт Sepultura через сімейні обставини залишив соло-гітарист Джаїру Гедз. В пошуках заміни музиканти згадали про гітариста треш-метал-гурту Pestilence Андреаса Кіссера, якого бачили на виступу в Сан-Паулу. Кіссеру запропонували переїхати до Белу-Оризонті і той погодився доєднатися до Sepultura. За рішенням лейблу Cogumelo попередня платівка Morbid Visions записувалася в Сан-Паулу, але для створення нового альбому музиканти повернулися до JG Studios в рідному Белу-Оризонті. Нові пісні стали більш технічними, складними та ближчими до треш-металу, аніж блек-метал з попереднього альбому. На зміну стилю вплинув Кіссер, який захоплювався Metallica та класичними метал-гітаристами, накшталт Ренді Роадса, Едді Ван Галена або Інгві Мальмстіна. Назва альбому «Шизофренія» спала на думку вокалісту Максу Кавалері, тому що хтось раніше жартівливо називав його шизофреніком, і йому це слово здавалося «крутим». Музиканти досі не володіли вільно англійською, тому деякі тексти й навіть назви пісень містили граматичні помилки.
Альбом вийшов 1987 року на лейблі Cogumelo Records. Видання Schizophrenia була набагато якіснішим, аніж Morbid Visions: платівка мала упаковку у вигляді книжки, яскраві фото гурту всередині та концептуальну обкладинку із людиною в гамівній сорочці, що дивиться в розбите дзеркало. На початку 1988 року Макс Кавалера прилетів в Нью-Йорк із декількома десятками примірників альбомів Sepultura, зустрівшись з представниками різних звукозаписувальних компаній, і невдовзі лейбл Roadrunner Records підписав із Sepultura контракт на запис нового альбому та перевидання Schizophrenia за межами Бразилії.
З плином часу Schizophrenia стала вважатися значними кроком вперед для бразильського гурту. Це перший альбом за участі Андреаса Кіссера, який вплинув на подальше звучання гурту, наблизивши його до треш-металу: нові пісні найчастіше порівнюють творчістю Metallica, Slayer або Celtic Frost. Також це перший альбом Sepultura, що вийшов на лейблі Roadrunner Records, зробивши музику Sepultura відомою за межами рідної країни.
2024 року альбом перезаписали брати Макс та Ігор Кавалера, які залишили Sepultura та заснували власний проєкт Cavalera Conspiracy. Окрім восьми оригінальних композицій видання містило нову пісню «Nightmares of Delirium». Коментуючи реліз, Ігор Кавалера підтвердив, що гурт свідомо відмовився від блек-металу та дез-металу на користь треш-металу, надихаючись такими тогочасними релізами, як Into the Pandemonium Celtic Frost, Killing Technology Voivod та Under the Sign of the Black Mark Bathory.

## Список пісень
| #     | Назва                                    | Тривалість |
| ----- | ---------------------------------------- | ---------- |
| 1.    | «Intro»                                  | 0:31       |
| 2.    | «From the Past Comes the Storms»         | 4:55       |
| 3.    | «To the Wall» (текст — Владимир Корг)    | 5:36       |
| 4.    | «Escape to the Void»                     | 4:38       |
| 5.    | «Inquisition Symphony» (інструментальна) | 7:13       |
| 6.    | «Screams Behind the Shadows»             | 4:48       |
| 7.    | «Septic Schizo»                          | 4:31       |
| 8.    | «The Abyss» (інструментальна)            | 1:01       |
| 9.    | «R.I.P. (Rest in Pain)»                  | 4:36       |
| 37:49 |                                          |            |